# Christian Bernstorff
Christian Günther Bernstorff (3. april 1769 – 28. marts 1835) var en dansk politiker og udenrigsminister.

## Biografi
Bernstorff blev født i København som søn af Andreas Peter Bernstorff i dennes første ægteskab med Henriette Frederikke Stolberg. Faren søgte tidligt at føre ham ind på den diplomatiske bane ved at lade ham blive først legationssekretær i Berlin (1789–1791), derpå gesandt sammesteds (1791). Senere blev han sendt med samme charge til Stockholm (1794), og her var han, indtil han blev kaldt hjem i anledning af faderens sygdom. Da denne hurtig endte med døden, blev han i juni 1797 med titel af statssekretær udnævnt til udenrigsminister. Uden at have sæde i statsrådet (betegnet Gehejmestatsrådet) havde han ret til her at fremsætte forestillinger i sager, der vedrørte hans departement, og han må gælde for at have haft stor indflydelse på statens udenrigspolitik. I året 1801 blev han ridder af Dannebrog og 21. maj 1803 medlem af statsrådet.

### Politisk virke
Den første alvorlige forvikling, hvori staten kom i Bernstorffs tid, var tvisten med England 1800 i anledning af spørgsmålet om retten til at visitere skibe, der gik under konvoj. En engelsk flådes ankomst til Øresund fremtvang en traktat, som Bernstorff sluttede 29. august 1800 med den engelske diplomat Whitworth. Den dansk-norske regering frafaldt ved denne konvojeringen, indtil spørgsmålet om visitationsretten var blevet afgjort, men imidlertid havde den henvendt sig til kejser Paul i Rusland med en tydelig opfordring til at genoprette det væbnede neutralitetsforbund af 1780. Han gik med iver ind derpå, men det håb, som regeringen i København havde om, støttet af Østersømagterne, hurtigt at kunne få spørgsmålet om visitationsretten løst og dermed overenskomsten af 29. august bragt ud af verden, slog fejl. Samtidig indtog den lidenskabelige russiske kejser en holdning over for England, der kun lidet stemte med neutralitet. Regeringen i København havde uheldigvis indladt sig alt for meget med ham til nu at kunne træde tilbage, og 16. december 1800 sluttede den tillige med Sverige et væbnet neutralitetsforbund med Rusland, hvilket 2 dage efter tiltrådtes af Preussen. De folkeretlige sætninger, som dette forbund ville opretholde, faldt i alt væsentligt sammen med dem, der fastsloges 1780, men England ville ikke anerkende det og benyttede sig af den fejl, kejser Paul havde begået ved at ville have forbundet sluttet midt om vinteren, til at angribe Danmark-Norge, inden dette kunde få hjælp. Således kom det til slaget på Reden 2. april 1801 og den derefter følgende våbenstilstand. Kejser Pauls mord havde imidlertid bragt hans søn Alexander på tronen, denne sluttede fred med England og frafaldt (17. juni) så godt som alle de fordringer, forbundet havde gjort gældende. Danmark-Norge måtte da gøre det samme (23. oktober 1801).
Der kan ingen tvivl være om, at regeringen i København, og altså netop også Bernstorff, ved hele denne tvist ikke havde været forsigtig nok, om end hovedgrunden til, at det gik galt, lå i kejser Pauls hovmodige fremfusenhed. I de følgende år var Bernstorffs ledelse af udenrigspolitikken meget forstandig. Danmark–Norge var villigt til at forene sig med Rusland og Preussen om at standse den franske politiks overgreb i Nordtyskland 1803–1804, og det var alene den preussiske konges svagheds skyld, at denne fornuftige plan ikke gennemførtes. Senere holdt regeringen sig med rette uden for krigene 1805–1807. Uheldigvis vanskeliggjorde kronprins Frederik i året 1805 ledelsen af udenrigsstyrelsen ved til stadighed at tage ophold i Holsten. Medens Bernstorff måtte opholde sig hos ham i Kiel, skulle hans bror Joachim Bernstorff som direktør stå i spidsen for udenrigsministeriet i København og der forhandle med de fremmede diplomater. De vigtigere sager indberettedes da til Kiel, for at kronprinsen efter Bernstorffs råd kunne tage en beslutning, og denne meddeltes da tilbage til København for i et møde af statsrådet at få den sindssyge Christian 7.s godkendelse.
Bernstorff og med ham den øvrige regering havde under napoleonskrigene afgjort sympati med Frankrigs modstandere. Man var forberedt på den mulighed, at Napoleon ikke ville respektere statens neutralitet i længden, og i så fald ville man slutte sig til hans fjender. Dette var ligefrem udtalt til England, og uagtet der var bitre kævlerier med dette om opbragte handelsskibe, især efter at Napoleons fastlandsspærringsdekret (nov. 1806) havde bragt englænderne til mere end tidligere at ville hindre den neutrale handel, holdt Bernstorff og regeringens andre medlemmer forholdet for sikkert over for England. De var bestemte på at afvise enhver opfordring fra Napoleons side til at tiltræde fastlandsspærringen. En sådan opfordring besluttede Napoleon i virkeligheden efter freden i Tilsit (7. juli og 9. juli 1807) at tilsende Danmark–Norge, men inden denne opfordring kunne nå regeringen i Danmark, havde englænderne selv ved overfaldet 1807 hindret denne fra at afslå den og blive deres egne forbundsfæller. Det var nu, at først Bernstorff og derefter kronprinsen i Kiel 7. august havde de berømte samtaler med den engelske udsending Jackson, hvorunder denne krævede sådanne panter af Danmark–Norge, deriblandt også rådighed over den dansk–norske flåde, at der kun kunne svares nej til anmodningen.

## Kritik
Bernstorff er blevet dømt meget hårdt af eftertiden, fordi han ikke havde forudset at englænderne ville angribe. De er for en stor del uretfærdige, og der fandt utvivlsomt et sammentræf sted af forhold, der kan gøre det forståeligt, at Bernstorff koncentrerede sig langt mere om franskmændene end om englænderne. Man har dog det indtryk, at en overlegen statsmand ville have været mindre sorgløs over for England, end Bernstorff var det, og da konflikten kom, viste han ikke meget snarrådighed. Kronprinsen selv mente dog ikke at det skete kunne bebrejdes ham. I det mindste gjorde Kronprinsen ham det følgende år til ridder af Elefantordenen, men allerede 2 år senere afskedigedes Bernstorff fra sin stilling som udenrigsminister (27. april 1810), uvist af hvilken grund, og han brugtes i de følgende år som diplomat på vigtige pladser. Han blev 1811 sendt i en sådan egenskab til Wien, og han fungerede som gesandt der indtil 1816. Som en følge deraf havde han (1814) sammen med broderen Joachim Bernstorff det lidet glædelige hverv at repræsentere Danmark på wienerkongressen. Senere blev han efter eget ønske 1817 sendt til Berlin, hvor det vindende i hans personlighed i forening med det gode navn, han i udlandet havde for diplomatisk dygtighed, gjorde, at den preussiske konge tilbød ham pladsen i sit ministerium som udenrigsminister. Det var ham alt for fristende at ombytte en virksomhed i det svage, forarmede og mishandlede Danmarks tjeneste med en stilling i en tysk stormagts regering, til at han ikke skulle tage imod den (1818). Det bør nævnes, at han fik lejlighed til at vise sit gode sind imod Danmark, hvor han selv havde set lyset, idet han 1823 i anledning af et andragende til forbundsdagen fra det Slesvig–holstenske ridderskab lod Preussens gesandt her erklære, at forbundet var aldeles uberettiget til at øve nogen indflydelse med hensyn til Slesvig, da dette landskab ikke hørte til de tyske forbundslande og derfor lå ganske uden for forbundets kompetence. Uagtet han i en række år i slutningen af sit liv var meget syg, nåede han at opfriske gamle minder ved 1834 at gæste København. Mynster har i Meddelelser om mit Levned fortalt om sit møde med ham på Sophienholm i den brunske familie. Han var da lam i underkroppen, men meget elskværdig i sin samtale. Efter at være vendt tilbage til Berlin, døde han ved et slagtilfælde 18. marts 1835. Han var i året 1806 blevet gift med Elisabeth V. Dernath, der havde født ham 3 sønner og 3 døtre, men kun to af disse sidste overlevede ham.

## Personligt
Bernstorff havde arvet faderens rene og elskværdige personlighed, og da han med denne forenede et fint og ædelt ydre, var han i sin ydre optræden en værdig efterfølger af slægtens ældre udmærkede statsmænd. Han havde også arvet adskilligt af deres dygtighed. Det har interesse at læse hans velskrevne depecher og betænkninger, hvori han under de bevægede tidsforhold, han kom til at opleve, ikke sjældent har dømt træffende om personer og tilstande i Europa. Den fatning og faste holdning, som de to ældre Bernstorffer jævnligt havde vist, kunne også spores hos ham under krisen i foråret 1801. Det var en ære for ham, at han efter slaget 2. april stempledes af feje hoffolk som hårdnakket og egensindig, men han kunne ikke måle sig med sine to navnefæller i evne til at gennemskue en politisk situation, han kunne i farlige øjeblikke se vel sangvinsk på forholdene, han havde ikke deres forsigtighed, og der fattedes ham deres sjældne arbejdsdygtighed og det overlegne i deres personlighed. Dette var så meget uheldigere, som Frederik 6. derved efterhånden styrkedes i sin usalige tilbøjelighed til selv at ville være den ledende.

## Ekstern henvisning
- Dansk Biografisk Leksikon